# José María Morelos y Pavón (Tabasco)
José María Morelos y Pavón es una localidad del municipio de Huimanguillo ubicado en la subregión de la Chontalpa del estado mexicano de Tabasco.

## Geografía
La localidad de José María Morelos y Pavón se sitúa en las coordenadas geográficas 17°34′15″N 93°31′25″O / 17.570833, -93.523611, a una elevación de 60 metros sobre el nivel del mar.

## Demografía
Según el Conteo de Población y Vivienda 2020, efectuado por el Instituto Nacional de Estadística y Geografía, la localidad de José María Morelos y Pavón tiene 561 habitantes, de los cuales 268 son del sexo masculino y 293 del sexo femenino. Su tasa de fecundidad es de 2.65 hijos por mujer y tiene 148 viviendas particulares habitadas.
| Gráfica de evolución demográfica de José María Morelos y Pavón entre 1980 y 2020 |
|                                                                                  |
| INEGI.                                                                           |